# Parras de la Fuente
Parras de la Fuente est une ville de l'État de Coahuila, au Mexique.
Elle est réputée pour sa production viticole.
La ville est jumelée à Grapevine au Texas.